# پاول کمپ
پاول کمپ (آلمانی: Paul Kemp؛ ‏ ۲۰ مهٔ ۱۸۹۶ – ۱۳ اوت ۱۹۵۳) بازیگر اهل آلمان بود.
از فیلم‌ها یا برنامه‌های تلویزیونی که وی در آن نقش داشته‌است، می‌توان به عروس معاوضه‌شده، ام، آمفیتروئون، اپرای سه‌پولی، خیمه‌شب‌بازی، قلبم تو را می‌خواند (نسخهٔ فرانسوی)، قلبم تو را می‌خواند (نسخهٔ آلمانی) و ملکه آرنا اشاره کرد.